# Dominique Da Silva
Dominique Da Silva (ur. 30 czerwca 1968 w L’Isle-Adam) – francuski polityk, deputowany do Zgromadzenia Narodowego z ramienia La République en marche.

## Życiorys
Przedsiębiorca w sektorze budownictwa ekologicznego oraz pierwszy zastępca mera Moisselles w departamencie Dolina Oise. W wyborach parlamentarnych w 2017 roku został wybrany do Zgromadzenia Narodowego z 7. okręgu w departamencie Dolina Oise z listy  La République en marche, partii wspierającej prezydenta E. Macrona.
W pierwszej turze Dominique Da Silva uzyskał 36% głosów, wyprzedzając Jérôme'a Chartier (LR), który pełnił funkcję deputowanego od 2002 roku i osiągnął wynik 24,3%. Kandydat La République en Marche wygrał drugą rundę z 53,9% głosów, wobec 46,1% dla Jérôme Chartiera.
Jego ulubione tematy związane z polityką publiczną dotyczą spraw gospodarczych i społecznych, a zwłaszcza zatrudnienia, w szczególności bezrobotnych i młodych ludzi, mieszkalnictwa i rozwoju terytorialnego.

## Publikacje
- Dominique Da Silva: Plan d'urgence pour l'abolition du chômage. InLibroVeritas-Edition, 2014, s. 128. ISBN 978-2-35209-767-9.